# Ордена Дании
Это — статья об орденах Дании. О медалях Дании см. Отдельную статью.

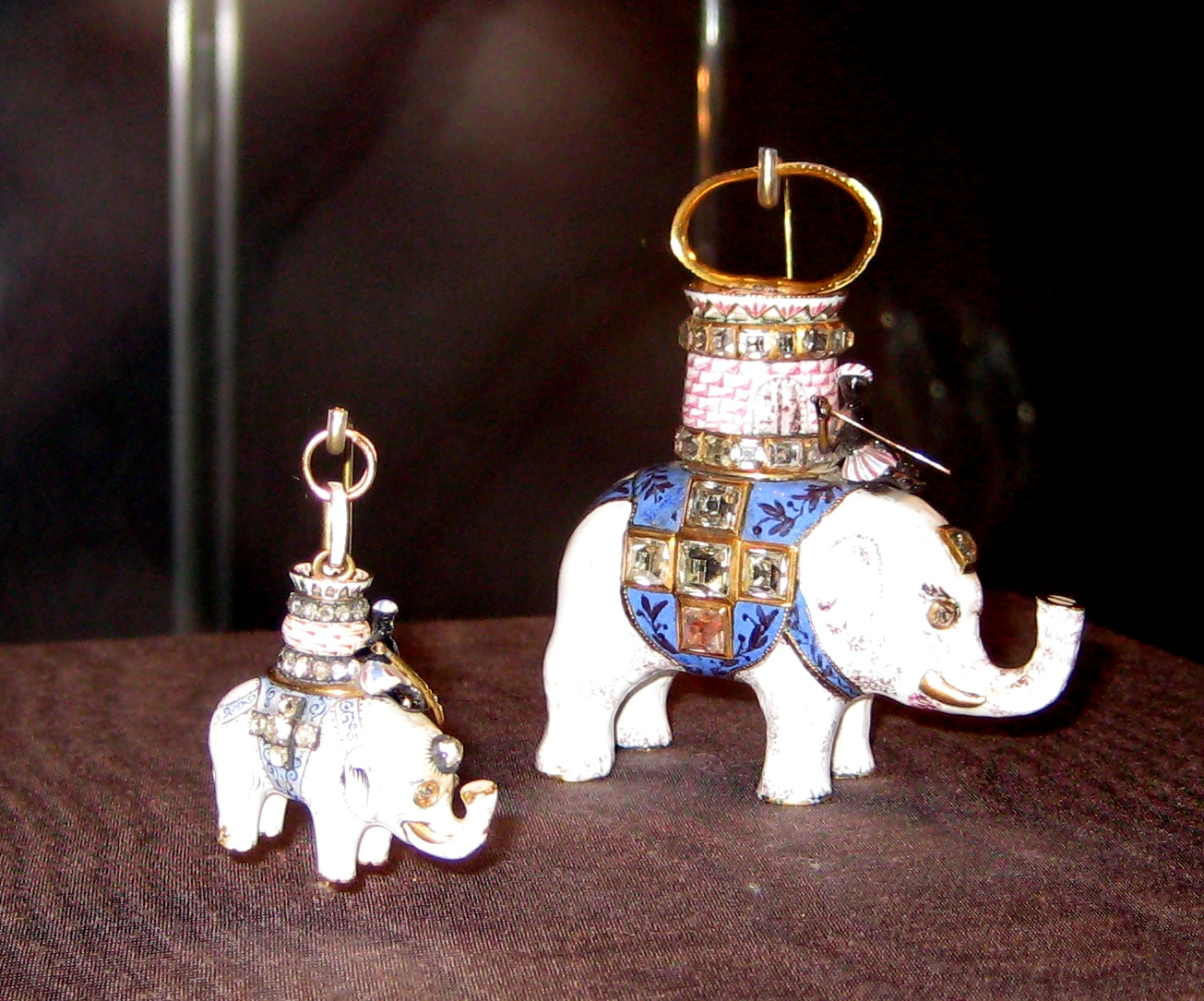
Знаки ордена Слона.

Ордена Дании — основа наградной системы королевства Дания. Для орденской системы Дании характерны лаконичность и стабильность. Последнее связано с тем, что  на протяжении всей своей истории Дания оставалась монархией. Со времён раннего Нового времени (согласно легендарной информации, даже дольше) основными наградами королевства являются орден Слона и орден Данеброг. 
Орден Слона знаменит своей уникальной  для европейских орденов формой знака — объёмной, покрытой эмалью фигуркой слона с погонщиком. Это редкая награда, пожалование которой  в наше время носит дипломатический характер, её обычно получают лишь главы государств, граждане Дании награждаются крайне редко, в ознаменование особо исключительных заслуг. Орден Слона имеет одну степень.
Орден Данеброг является основной наградой за поощрение важных заслуг перед Датским государством граждан Дании и иностранцев. Имеет шесть степеней.
Помимо этих двух орденов, существующих в настоящее время, в XVII—XVIII веках предпринимались четыре попытки создать дополнительные ордена (см. таблицу и статьи), однако ни одна из этих наград не пережила того монарха, при котором была основана.
Орденская система современной Дании дополняется многочисленными медалями.
| Знак                | Орден                       | Основан              | Упразднён       | Примечания |
| ------------------- | --------------------------- | -------------------- | --------------- | --- |
| Существующие ордена |                             |                      |                 | |
|                     | Орден Слона                 | 1190 год             |                 | Существует со времён Средневековья, 1 декабря 1693 года был принят статут современного типа. Имеет одну степень. Высший орден королевства.                       |
|                     | Орден Данеброг              | 1219 год             |                 | Существует со времён Средневековья, восстановлен в 1671 году, в 1808 году был принят статут современного типа. Имеет шесть степеней.                             |
| Упразднённые ордена |                             |                      |                 | |
|                     | Орден Вооружённой руки      | 2 декабря 1616 года  | В XVII веке     | Основан как рыцарский орден. Принятие в орден состоялось один раз — было принято 12 кавалеров. После их смерти орден угас.                                       |
|                     | Орден Совершенного согласия | 7 августа 1732 года  | 7 мая 1770 года | Учреждён в ознаменование десятой годовщины свадьбы короля Кристиана VI и королевы Софии Магдалены. Имел одну степень. После смерти королевы более не вручался.   |
|                     | Орден Матильды              | 29 января 1771 года  | 1772 год        | Награждение производилось один раз, орден имел одну степень и 12 кавалеров.                                                                                      |
|                     | Орден Кристиана VII         | 21 октября 1774 года | 1798 год        | Учреждён в ознаменование свадьбы наследного принца Фредерика с принцессой Софией Фридерикой Мекленбургской. После смерти королевы Юлианы Марии в 1798 году угас. |
|                     | Медаль Премии мира          | 12 июня 1995 года    |                 | Вручается международной организацией ветеранов Дании «Голубые береты» ветеранам миротворческих сил ООН                                                           |